# Koutalás
Koutalás (Koutalas) är en ort i Grekland.   Den ligger i prefekturen Nomós Korinthías och regionen Peloponnesos, i den sydöstra delen av landet, 80 km väster om huvudstaden Aten. Koutalás ligger 253 meter över havet och antalet invånare är 215.
Terrängen runt Koutalás är kuperad. Runt Koutalás är det ganska glesbefolkat, med 24 invånare per kvadratkilometer. Närmaste större samhälle är Korinth, 15,5 km nordost om Koutalás. 